# 926 Imhilde
926 Imhilde је астероид главног астероидног појаса са пречником од приближно 48,48 .
Афел астероида је на удаљености од 3,518 астрономских јединица (АЈ) од Сунца, а перихел на 2,469 АЈ. 
Ексцентрицитет орбите износи 0,175, инклинација (нагиб) орбите у односу на раван еклиптике 16,260 степени, а орбитални период износи 1892,464 дана (5,181 година). 
Апсолутна магнитуда астероида је 10,30 а геометријски албедо 0,057.
Астероид је откривен 15. фебруара 1920. године.